# Sennecey-le-Grand
Sennecey-le-Grand település Franciaországban, Saône-et-Loire megyében. Lakosainak száma 2911 fő (2022. január 1.). Sennecey-le-Grand Saint-Cyr, Beaumont-sur-Grosne, Boyer, Gigny-sur-Saône, Jugy, Laives és Montceaux-Ragny községekkel határos.

## Népesség
A település népessége az elmúlt években az alábbi módon változott:
| Lakosok száma | 3132 | 3144 | 3206 | 3149 | 3080 | 3012 | 2943 | 2922 | 2911 |
|               | 2013 | 2015 | 2016 | 2017 | 2018 | 2019 | 2020 | 2021 | 2022 |